# .kw
.kw je vrhovna internetska domena (country code top-level domain - ccTLD) za Kuvajt. Domenom upravlja Kuvajtski znanstveno istraživački institut.

## Vanjske poveznice
- IANA .kw whois informacija  Arhivirana inačica izvorne stranice od 5. travnja 2007. (Wayback Machine)